# 塞林蓋拉斯
11°47′53″S 63°01′52″W / 11.79806°S 63.03111°W
塞林蓋拉斯（葡萄牙語：Seringueiras），是巴西的城鎮，位於該國西北部，由朗多尼亞州負責管轄，始建於1992年2月13日，面積2,251平方公里，海拔高度0米，2010年人口11,649，人口密度每平方公里5.17人。